# Acolapissa
Acolapissa (Varijante: Aqueloupissa, Cenepisa, Colapissa, Coulapissa, Equinipicha, Kinipissa, Kolapissa, i Mouisa.). -Indijansko pleme iz grupe Muskhogean s Pearl River na sadašnjoj granici između Louisiane i Mississippija. Već tijekom 1702. oni napuštaju svoju domovinu i kreću nešto zapadnije prema Bayou Costine na sjevernoj strani jezera Pontchartrain. Od 1718. nalaze se na istočnoj obali Mississippija blizu novog francuskog naselja New Orleans. Širenjem francuskih naselja tijekom sljedećih godina Acolapisse se polagano povlače s Houma Indijancima u župu ('parish') Ascension, kod sadašnjeg Donaldsonvillea u Louisiani, gubeći svoj identitet. Houme i ostaci Acolapisse ostaju ovdje do 1776., a zatim odlaze u župe Terrebonne i Lafourche jugozapadno od New Orleansa. Njihovi potomci i danas žive u ovom kraju Louisiane.
Tangipahoa ili Corncob People njihov su ogranak. 

## Ime
U jeziku Choctawa káklo pisa /"those who listen and see"; 'oni što slušaju i gledaju'/ vjerojatno u aluziji na granicu sa značenjem 'graničari' ili 'izviđači'

## Jezik
Prema jeziku pripadaju porodici Muskhogean a najsrodniji su grupama Choctaw i Chickasaw.

## Život i običaji
Kultura i jezik Acolapissa najsrodniji su njihovim sjevernim susjedima Choctaw. Naselja (imali su ih 6) su im bila malena (200-300 ljudi). Uzgoj kukuruza, graha, 'squash'-tikava, i drugog, uključujući i duhan, te lov i ribolov glavna su im zanimanja. Bizon je bio glavni izvor mesa, u rana španjolska vremena (1700-ih) bilo ih je mnogo u južnom Mississippiju. Francuzi su tada (iz neznanja) pokušali zarobiti i uzgajati ove životinje zbog vune.
Ugodna klima u donjem toku Mississippija nije zahtijevala mnogo odjeće, muškarci su nosili pregače, žene kratke suknjice, a djeca su do puberteta hodala gola. Svoja tijela Acolapisse su ukrašavali tetovažama. U hladnija zimska vremena zaštićivali su se bizonovim ogrtačima. Kolibe su bile kružnog oblika, od drvenog kostura isprepletenog granjem i trskom poput košare, sve su to ojačavali blatom. Svako selo imalo je dvije javne 'zgrade', jedna je služila kao svetište sa sakralnim objektima i svetom vatrom koju je održavao svećenik. Drugi javni objekt bila je poglavičina kuća. 
Gore, svetište Acolapissa, dolje, poglavičina kuća sa šiljastim krovom.
  Arhivirana inačica izvorne stranice od 28. rujna 2007. (Wayback Machine)

## Populacija
Acolapisse nisu nikada bili veliko pleme, između 3-4.000 (1600.). Iberville (1699.) procjenjuje da imaju 300 ratnika, odnosno 1.500 duša.  Epidemije su 1702. smanjile njihov broj na 1.250, dvadeset godina kasnije, po francuskim informacija imaju svega 200 ratnika (1.000 duša). Od 1739. oni se više ne popisuju zasebno, plemenima Acolapissa, Bayogoula i Houma broj iznosi tek 500. Ova plemena, odnosno njihovi potomci, danas žive (njih 11.000) u Louisiani pod imenom 'United Houma Nation'. 

## Vanjske poveznice
- Acolapissa Indian History
- Acolapissa History
- Acolapissa  Arhivirana inačica izvorne stranice od 26. rujna 2007. (Wayback Machine)